# Jesús Álvarez Cervantes
Jesús Álvarez Cervantes (Madrid, 22 de febrer de 1958) és un periodista espanyol, fill del també periodista Jesús Álvarez i de la locutora de ràdio Beatriz Cervantes Ruescas.

## Biografia
Va iniciar la seva activitat professional en 1975 al mateix temps que iniciava els seus estudis universitaris de Periodisme, carrera en la qual es va llicenciar per la Universitat Complutense de Madrid. Els seus primers passos en la ràdio van ser al costat de Joaquín Soler Serrano i Antolín García. Va treballar també en Ràdio Nacional d'Espanya.
En 1977 va debutar davant les cambres de Televisió Espanyola en l'espai informatiu Siete días, programa en el que es va mantenir fins a 1980.
Especialitzat en informació esportiva, ha conduït programes com: Estudio estadio (1981-1986); Cerca de las estrellas (1989) o Todo motor (1989).
Entre 1989 a 2018 (amb un breu parèntesi de vuit mesos, en 2013), va presentar el bloc d'esports dels Telediarios.
Des del 2 de setembre de 1996 fins al 30 de juliol de 2004 i des del 5 d'octubre de 2005 al 28 de desembre de 2012; va presentar el bloc de la 1a edició i el bloc de la 2a, des del 6 de setembre de 2004 al 4 d'octubre de 2005 i des del 2 de setembre de 2013.
En sobretaula des de 1996 a 1998, comparteix taula amb Matías Prats i Almudena Ariza Núñez i edita Javier Algarra; després des del 31 d'agost de 1998 al 30 de juliol de 1999, amb Ana Blanco, signat per Juan Pablo Colmenarejo; des del 6 de setembre de 1999 al 28 de juliol de 2000, amb Ana Blanco i César Macía, edició signada per Juan Pablo Colmenarejo; des del 4 de setembre de 2000 al 25 de juliol de 2003, amb Ana Blanco, edició signada des de 2000 a 2002 per Juan Seoane i Matías Montero; de 2002 a 2003 per Andrés Martín i des de 2003 a 2004, per Enrique Muñoz.
Des del 8 de setembre de 2003 a 30 de juliol de 2004, amb Ana Blanco i Josep Puigbó. Aquest any va fer una breu aparició en el Campionat d'Espanya de Ral·lis de Terra amb un Fiat Punt HGT classificant-se vint-i-unè en el Ral·li de Terra de Madrid.
El 6 de setembre de 2004, passa al TD-2, amb Lorenzo Milá, paral·lelament, María Escario ocupa el seu lloc en sobretaula. L'edició la signatura Manuel Román fins a gener de 2005 i posteriorment des d'aquesta data i fins a setembre de 2006, l'editor és Juan Seoane.
El 5 d'octubre de 2005, Jesús torna al TD-1, on romandria ja fins al 7 de gener de 2013 amb Ana Blanco. Les editores són: Pilar García Padilla fins a 2008; des de 2008 a 2012, Josefa Rodríguez Voces i finalment Elena Ochoa.
Abandona la presentació per a centrar-se en la prefectura d'esports, en el seu lloc se situa a Sergio Sauca.
Des del 2 de setembre de 2013, torna a presentar el bloc esportiu del Telediario 2; en la temporada 13/14 amb Ana Blanco i Marcos López i des del 8 de setembre de 2014 al 20 de juliol de 2018 únicament amb Ana Blanco. L'editora és María Eizaguirre Comendador i les seves adjuntes; Susana Castañón, Usua Irastorza i Anabel Abril.
Des de 2012 a 2014 és Director d'Esports de Televisió Espanyola i passa a ser durant uns mesos director de coordinació d'esdeveniments esportius de Televisió Espanyola.
Està casat amb Margarita Revilla Sánchez (filla de l'empresari d'embotits Emiliano Revilla, segrestat per ETA en 1988); amb qui té als seus tres fills: Jesús, Rafael i Alejandro.
En agost de 2018 i amb el nomenament de Rosa María Mateo com la nova administradora única de la cadena, el periodista esportiu, deixa de presentar els esports a partir de setembre de 2018, funció en la qual portava gairebé 30 anys. Després d'abandonar el seu lloc en els esports de les nits de TVE, Álvarez ha estat reubicat a Los Desayunos de Xabier Fortes als matins de l'ens públic, on es va mantenir fins a desembre de 2018.
Des del 29 de març de 2019, és cap d'esports dels serveis informatius de Televisió Espanyola.